# Changli
Changli (en chino, 昌黎; pinyin, Chāng·Lí) es un condado  bajo la administración directa de la Prefectura Qinhuangdao en la Provincia de Hebei, República Popular China. Su área es de 1210 km² y su población total para 2010 superó los 550 mil habitantes. 

## Administración
Desde julio de 2020, el  Condado Changli se divide en 14 pueblos que se administran en 11 poblados y 3  villas.

## Toponimia
En el año 923, los kitán establecieron el condado Guangning (广宁县). Durante la dinastía Jin en 1189, el condado Guangning pasó a llamarse Changlin, su nombre hace referencia al significado "prosperidad para pueblo" (黎庶昌盛 Líshù Chāngshèng).